# Don't Cry
"Don't Cry" é um single do grupo de hard rock, Guns N' Roses, cujas duas versões foram lançadas simultaneamente em álbuns diferentes. Escrita por Izzy Stradlin e Axl Rose, uma delas lançada no álbum Use Your Illusion I, e a outra lançada no álbum seguinte, Use Your Illusion II. Há também uma terceira versão, que nunca foi liberada oficialmente, que foi gravada durante as gravações do álbum Appetite for Destruction em 1987.

## Música
A música tem a participação de Shannon Hoon do Blind Melon, que era amigo de Axl em Indiana, no backing vocals. Shannon também aparece no videoclipe da música. "Don't Cry" constitui o segmento da "Trilogia dos Illusions", de acordo com Rose. Junto com "Estranged" e "November Rain", dá forma a uma narrativa inspirada no conto "Without You" de Del James, baseado no relacionamento de Axl e Erin Everly. Axl e Izzy escreveram a letra da música em aproximadamente 5 minutos. Ron Thal, um dos guitarristas do novo Guns, tocou a música instrumentalmente durante a "Chinese Democracy World Tour 2006-2007." Em 1992, a música ficou por 2 meses no Top 10 da Billboard, ficando por 3 semanas na primeira colocação da lista.

## Videoclipe
O videoclipe mostra, exclusivamente, membros do grupo e suas namoradas tendo problemas em seus relacionamentos. Izzy Stradlin, que é creditado como o co-autor da canção e toca a introdução da música, tinha acabado de deixar a banda e não pôde participar da gravação do videoclipe. Por causa disso, Dizzy Reed encontra-se vestindo uma camiseta que diz "Where's Izzy?" ("Onde está Izzy?") durante uma cena, também podemos ver perto dos amplificadores onde o Izzy ficava no palco uma Fender Telecaster, em referência à sua guitarra. Axl pode ser visto muito rapidamente durante essa mesma cena, usando um boné de beisebol do St. Louis Cardinals. Em outro momento do videoclipe, Rose é visto usando um boné da banda de grunge Nirvana enquanto ele está deitado no consultório do psiquiatra. Ele usou esse mesmo boné em uma entrevista que foi filmada para o making off do videoclipe. Esta entrevista pode ser vista no mini-documentário intitulado "Guns N 'Roses Don't Cry:' Makin F * @! Ing Videos", onde Rose diz que era um grande fã do Nirvana e que já tinha até convidado a banda para tocar com eles em duas apresentações do Use Your Illusion Tour. No entanto, o vocalista do Nirvana, Kurt Cobain  recusou o convite. Ao saber disso, Axl queimou o mesmo boné em público em Toronto no Canadá em 1992. Axl, em entrevista, comentou sobre a dificuldade de filmar o vídeo, e sobre algumas cenas que foram inspiradas no seu relacionamento com Erin Everly:
"No vídeoclipe de "Don't Cry", há uma cena em que apareço brigando com a Stephanie (Seymour, namorada de Axl na época) portando uma arma. Isso aconteceu de verdade na vida real comigo e Erin (Everly, ex-esposa de Axl). Eu ia me matar. Nós brigamos pela arma até que eu finalmente deixasse Erin pegá-la de mim. Antes de gravar, eu disse: "Isso parece bem difícil, pois realmente aconteceu". (...)  Fazer essa cena foi um processo bastante doloroso."

## Créditos
- Axl Rose - vocais, produção
- Slash - guitarra solo, produção
- Izzy Stradlin - guitarra rítmica, backing vocals, produção
- Duff McKagan - baixo, backing vocals, produção
- Matt Sorum - bateria, produção
- Dizzy Reed - teclados,produção
- Shannon Hoon - back up vocals